# Sömsvetsning

Sömsvetsning.

Sömsvetsning är en typ av motståndssvetsning som ger kontinuerliga svetsfogar. 
Svetsmetoden bygger på två hjulformade elektrodrullar som pressar samman två plåtar samtidigt som elektrisk ström tillförs, varvid en tät svetssöm erhålls.
Material som kan svetsas är plåt av olegerat och rostfritt stål. Vanliga tillämpningar är bensintankar, rostfria diskbänkar och radiatorer. 